# Marianne Gunve
Marianne Gunve, född 1945, är en svensk författare och före detta lärare från Sandviken Hon debuterade 2018 med romanen "Fina flickor", som utspelar sig på 1930-talet och handlar om klasskillnader och kvinnokamp. Uppföljaren "Clarys krig" släpptes 2020. Den utspelar sig under andra världskriget och handlar om "svenssons-nazismen i Sandviken". "Clarys krig" nominerades till Selmapriset 2021